# Republiek (Suriname)
Republiek is een dorp in Suriname in het district Para. De plaats ligt aan de Coropinakreek en is vooral bekend als recreatieoord.
Republiek is in de eerste helft van de 19e eeuw ontstaan als militaire post. De plaats was vroeger alleen over het water bereikbaar. In 1905 werd het eerste baanvak van de Lawaspoorweg geopend, vanaf Paramaribo. Republiek was toen het eindpunt van de lijn.
De Surinaamsche Waterleiding Maatschappij (S.W.M.) wint sinds 1933 drinkwater te Republiek.